# 邱少雲
邱少雲（チウ・シャオユン、拼音: Qiu Shaoyun, 1926年7月12日－1952年10月12日)　は、朝鮮戦争での活躍により朝鮮から「自由独立勲章」を授与された戦闘英雄。

## 経歴
重慶市銅梁県出身。1949年12月、中国人民解放軍に入隊。1951年、朝鮮戦争中に戦死。死後、中国共産党党員に追認される。

## References
1. ↑  “中国アンチウイルスソフト「金山毒霸」、英雄烈士の写真を誤って使用し謝罪―中国メディア（2021年10月12日）｜BIGLOBEニュース”. BIGLOBEニュース. 2021年10月18日閲覧。

## External links
- http://english.chinamil.com.cn/site2/special-reports/2007-07/12/content_875782.htm
- https://web.archive.org/web/20120929090648/http://www.chinaculture.org/library/2008-01/18/content_30254.htm
- http://japanese.cri.cn/20210713/fa98505d-f723-8eb9-e6e1-8f89b1342d9c.html
- http://j.people.com.cn/94475/6760944.html